# Orthotrichia jembatana
Orthotrichia jembatana är en nattsländeart som beskrevs av Wells 1990. Orthotrichia jembatana ingår i släktet Orthotrichia och familjen smånattsländor. Inga underarter finns listade i Catalogue of Life.